# Stamfader
Stamfader definieras inom släktforskning som den tidigast kända manliga personen i en släkt.

## Exempel på stamfäder i svenska adelsätter
- Biörnstierna: Magnus Beronius, far till fem söner som adlades Biörnstierna.
- Leijonhufvud: Påstådd stamfader Gudmar Månsson (Hjortehufvud) till Lo.
- Stenbock: Olof Arvidsson (Stenbock) (den yngre grenen)
- Stellan Otto von Mörner introducerad år 1625, stamfader till alla Mörner i Sverige.
- Reuterswärd: officeren Anders Svensson Hof adlad Reuterswärd år 1690.